# 馬克·福爾內·莫爾內
馬克·福爾內·莫爾內（發音：[ˈmaɾk fuɾˈnɛ mulˈnɛ]；1946年12月30日—）是安道爾政治家、安道爾自由黨主席，曾在1994年至2005年任職安道爾首相。他結束第二次任期後，在2005年4月的選舉敗給阿爾韋特·平塔特，不再連任。